# دوبرنیر ۳۲۸۵۳
سیارک ۳۲۸۵۳ (به انگلیسی: 32853 Dobereiner، نامگذاری:1992SF2) سی و دو هزار و هشتصد و پنجاه و سومین سیارک کشف شده‌است که در ۲۱ سپتامبر ۱۹۹۲ کشف شد.